# Giovanni da Velletri
Giovanni da Velletri (* um 1180 in Velletri; † 14. Juli 1230 in Florenz) war ein italienischer Geistlicher und Bischof von Florenz.

## Leben
Er erscheint zuerst 1198 als Prior von San Frediano in Lucca, als er von dem in der Toskana lebenden Pandolfo zum neugewählten Papst Innozenz III. gesandt wurde, um diesem über die Gründung der zwischen den Hauptstädten errichteten toskanischen Liga zu berichten.
In den folgenden Jahren zeigte sich die Wertschätzung der päpstlichen Kurie durch die Aufgabe, sowohl die Sammlung des Zehnten für den Kreuzzug als auch die Reforminitiativen der toskanischen Klöster zu überwachen. Er wurde 1204 von Innozenz III. als dessen Bevollmächtigter in Florenz in die heiklen Verhandlungen über den Bischofssitz von Fiesole entsandt, den die Florentiner gegen den Willen des Papstes in ihre Stadt verlegen wollten. Das Bestreben der Florentiner, kein zweites bischöfliches Zentrum in der Nähe ihrer Stadt in voller Autonomie zu dulden, war stark, aber der Papst wies Giovanni an, unbeugsam zu bleiben. So drohte er mit der Exkommunikation und auch damit, dass das Territorium der Diözese Florenz zerstückelt und unter den benachbarten Bistümern aufgeteilt würde. Giovanni führte die Mission mit großem Erfolg durch, führte den Willen Roms aus und hinterließ zugleich bei seinen Gesprächspartnern einen so starken Eindruck, dass die Florentiner ihn einige Monate später zu ihrem Bischof wählten.
Sein Beginn als Bischof, gewählt, aber noch nicht geweiht, fiel zu Anfang des Jahres 1205 mit der feierlichen Zeremonie der Ankunft der Reliquie des Armes des Apostels Philippus aus dem Heiligen Land in der Stadt zusammen. Er war der Protagonist der Zeremonie, nahm die Reliquie vor den Toren der Stadt in Empfang und trug sie persönlich unter den Augen der Menge zur Kathedrale, mit dem Klerus und dem Podestà im Gefolge. Auch in der Folgezeit blieb er der Vertraute Innozenz III. in der Toskana. Dies kam zum Tragen, als 1208 nach dem Frieden zwischen Florenz und Siena die kirchlichen Verhältnisse von Poggibonsi geregelt werden mussten, das beide Diözesen für sich beanspruchten; Innozenz übertrug die kirchlichen Rechte an diesem Gebiet seinem Vertrauten Giovanni und damit dem Bistum Florenz. Als Ende 1209 Otto IV. von Braunschweig nach seiner Kaiserkrönung durch die Toskana reiste, begrüßte Giovanni ihn in eben jenem Poggibonsi, um ihn von da aus durch die Toskana zu begleiten. Raveggi hält es für wahrscheinlich, dass es dem Bischof auf dieser Reise gelang, Ottos Misstrauen dem unbotmäßigen Florenz gegenüber zu zerstreuen. Als jedoch 1211 der endgültige Bruch zwischen Otto und dem Papst eingetreten war, wurde Giovanni aus Rom angewiesen, die Pisaner zum Bruch mit Otto zu bewegen. Dies blieb jedoch erfolglos, obwohl in den Verhandlungen die Interessen Pisas in Sardinien berücksichtigt wurden.
Nach dem Tod von Innozenz III. und nachdem Honorius III. Papst geworden war, entglitt Giovanni die Rolle eines ersten Beraters des Papstes für die toskanischen Angelegenheiten. Dies mag daran gelegen haben, dass er die Stadt Florenz nicht an der Seite Roms zu Friedrich von Schwaben zu führen vermochte. Im Gefühl, zurückgesetzt zu sein, beging Giovanni einen Akt des Ungehorsams, als er sich den eigentlich Kardinal Ugolino von Ostia, dem späteren Papst Gregor IX., zustehenden Auftrag anmaßte, in Florenz im März 1217 eine Provinzialsynode einzuberufen, in der er den Vorschlag unterbreitete, einen neuerlichen Kreuzzug ins Heilige Land zu unternehmen und zugleich versuchte, Loyalität gegenüber dem Hohenstaufer zu zeigen. Honorius warf ihm daraufhin Amtsmissbrauch vor, war jedoch so milde, ihm lediglich eine Entschuldigung gegenüber dem Kardinalbischof von Ostia und die Anerkennung der Oberhoheit der römischen Kurie aufzuerlegen. Giovanni beugte sich dem, doch blieb das Verhältnis der Florentiner zum Papst gespannt. Dies führte dazu, dass Honorius das Interdikt über die Stadt verhängte, da dort eine Bestimmung erlassen worden war, der zufolge Familienvermögen nicht mehr an den Klerus vererbt werden durfte. Daraufhin verfügte der Papst im August 1218, dass im Bistum Florenz keine Priesterweihen mehr erfolgen durften, solange jenes Gesetz bestand.

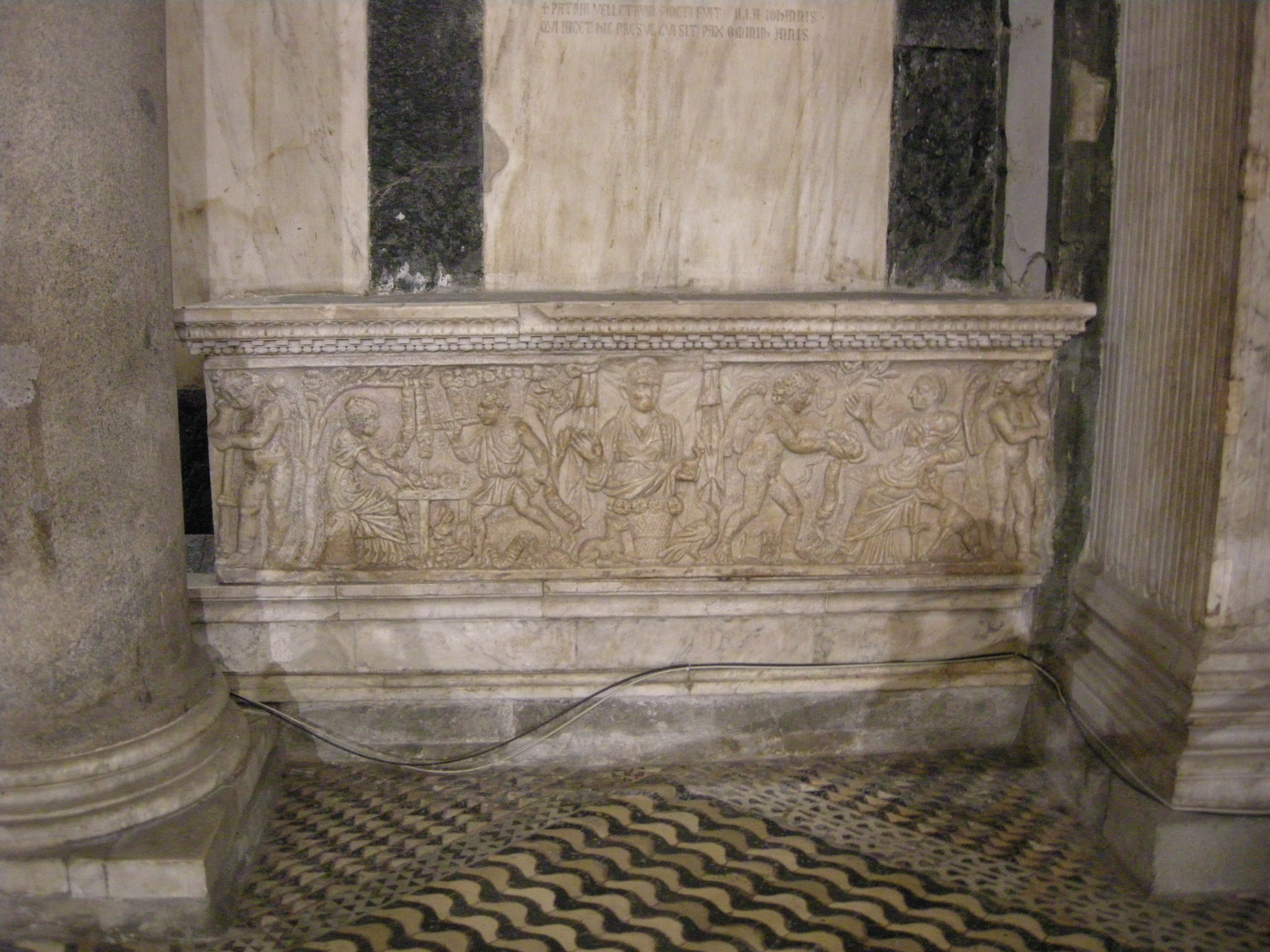
Spätrömischer Sarkophag mit Blumenmotiven im Baptisterium des Florentiner Domes, in dem Giovanni da Velletri beigesetzt wurde.

Der Konflikt wurde jedoch aufgelöst, und im Jahr 1219 erhielt Giovanni den Titel eines Legaten pro tempore, der ihm einen Vorrang gegenüber den anderen Bischöfen Tusziens gewährte. In dieser Eigenschaft war er im April und Mai 1220 damit befasst, den Streit zu schlichten, der durch den Erzbischof von Pisa, das dortige Kapitel und die Unternehmungen von Ubaldo Visconti (? – 1230), dem Sohn des Lamberto Visconti, in Sardinien unter Pisas Bürgerschaft aufgekommen war. Ferner schlichtete er in Volterra, wo er Streitigkeiten zwischen dieser Gemeinde, dem Bischof und der Gemeinde San Gimignano mit einem Schiedsspruch beilegte. Weitere schwierige Aufgaben übernahm er im Jahre 1221 in Prato und 1222 in Pistoia. In demselben Jahr wurde Pisa von den Guelfen besiegt und Ubaldo Visconti als Bürgermeister von Pisa abgesetzt. Als die Pisaner seine Abgesandten einkerkerten, antwortete Giovanni mit der Exkommunikation und erklärte Visconti im November 1223 zum Ketzer.
In der Amtszeit Gregors IX. scheint sein Einfluss geschwunden zu sein, denn er wurde nicht mehr für diplomatische Missionen berufen und beschränkte sich auf die seelsorgliche Tätigkeit in seinem Bistum.
Giovanni da Velletri starb am 14. Juli 1230 und wurde im Baptisterium San Giovanni der Kathedrale von Florenz in einem spätrömischen Sarkophag, der wegen der in Flachrelief gearbeiteten floralen Ornamente „die Blumenmädchen“ genannt wird, beigesetzt.